# 雷家碛乡
雷家碛乡，是中华人民共和国山西省吕梁市临县下辖的一个乡镇级行政单位。

## 行政区划
雷家碛乡下辖以下地区：
乔家坪村、张阳沟村、开化村、双井沟村、雷家碛村、张阳会村、刘家塔村、独路沟村、乔坊沟村、薛家峁村、张家湾村、白家庄村、薛家塔村、新化村、贺家洼村和王家坪村。